# Miinala
Miinala (en carélien : Miinala, en finnois : Miinala, en russe : Ми́йнала, Miynala) est une municipalité rurale du raïon de Lahdenpohja en république de Carélie.

## Géographie
L'agglomération de Miinala est située le long de la rivière Miinalanjoki, à six kilomètres au nord-est de Lahdenpohja.
La municipalité d'Haapalampi a une superficie de 1 366 km2 ou 918,8 km2sans compter le lac Ladoga.
Miinala est bordée au nord-est par les municipalités de Haapalampi, à l'est par Sortavala, au sud par Kurkijoki, à l'ouest par Elisenvaara, et au nord-ouest par la Finlande.
La ville de Lahdenpohja est située au centre de la municipalité.
Miinala est traversé par l'autoroute A121 «Sortavala ». 
Miinala est traversée par les rivières  Iijoki, Nivanjoki, Aurajoki, Miinalanjoki, Tuhrinjoki, Nivanoja ja Ruoko-oja. 
Ses lacs sont Ladoga, Pyhäjärvi, Iso-Iijärvi, Tyrjänjärvi, Matrijärvi, Metsolanselkä, Lievejärvi, Pieni-Iijärvi, Korteelanjärvi, Paikjärvi, Parikanjärvi, Kurkelanjärvi, Korpijärvi, Ylä-Tyrjänjärvi, Suojärvi, Kuorejärvi et Hankasjärvi.

## Démographie
Recensements (*) ou estimations de la population
| 2009 | 2010 | 2013 | - |
| ---- | ---- | ---- | - |
| 507  | 425  | 400  | - |